# البراک
البراک (به آلمانی: Albbruck) یک شهرداری در آلمان است که در بادن-وورتمبرگ واقع شده‌است.

## خصوصیات
البراک ۳۹٫۶۹ کیلومترمربع مساحت دارد ۳۲۴ متر بالاتر از سطح دریا واقع شده‌است.

## خواهرخوانده
شهر کارمینیانو دی برنتا خواهرخواندهٔ البراک هست.